# Condado de Gdańsk
Nota linguística: Não confundir hrabstwo (condado) com powiat (divisão administrativa)..
Gdańsk (antigamente Danzig ou Danzigue; polaco: powiat gdański) é um powiat (condado) da Polónia, na voivodia de Pomerânia. A sede é a cidade de Pruszcz Gdański. Estende-se por uma área de 793,17 km², com 83 850 habitantes, segundo os censos de 2005, com uma densidade 105,72 hab/km².

## Divisões admistrativas
O condado possui:
Comunas rurais: Cedry Wielkie, Kolbudy, Pruszcz Gdański, Przywidz, Pszczółki, Suchy Dąb, Trąbki Wielkie
Cidades: Pruszcz Gdański

## Demografia
População (dados de 30 de Junho de 2005):
|          | Total   | Total | Mulheres | Mulheres | Homens  | Homens |
| -------- | ------- | ----- | -------- | -------- | ------- | ------ |
|          | pessoas | %     | pessoas  | %        | pessoas | %      |
| Total    | 83 850  | 100   | 42 369   | 50,5     | 41 481  | 49,5   |
| Cidades  | 23 645  | 100   | 12 270   | 51,9     | 11 375  | 48,1   |
| Povoados | 60 205  | 100   | 30 099   | 50       | 30 106  | 50     |